# ワシントン・ブルーレッグス
ワシントン・ブルーレッグス（Washington Blue Legs）は、1873年にアメリカ合衆国ワシントンD.C.を本拠地として活動していたプロ野球のチームである。

## 球団史
前年の1872年シーズン半ばで解散した、ワシントンの2つの球団（オリンピックス、ナショナルズ）に所属した選手を中心にチームが編成しなおされ、1873年に新たにブルーレッグスとしてナショナル・アソシエーションに加盟した。主力投手は前年ナショナルズで投げていたビル・ステアーンズ。ポール・ハインズが攻撃の中心となり、本拠地はオリンピックスが使っていたグラウンドを使用していた。
同年はシーズン終わりまで戦ったものの、結果は8勝31敗で9球団中7位に終わる。中心打者だったハインズはこの年限りでシカゴに移ってしまい、結局ブルーレッグスは1年で解体、再度チームが編成しなおされることになる。

## 戦績
| 年度   | リーグ | 試合 | 勝利 | 敗戦 | 勝率 | 順位 | 監督           | 本拠地           |
| ------ | ------ | ---- | ---- | ---- | ---- | ---- | -------------- | ---------------- |
| 1873年 | NA     | 39   | 8    | 31   | .205 | 7位  | ニック・ヤング | Olympics Grounds |

## 所属した主な選手
- ポール・ハインズ：打率.331を記録。後年打撃三冠を獲得する。

## 主な球団記録
- 通算最多安打：60（ポール・ハインズ）
- 通算最多打点：29（ポール・ハインズ）
- 通算最多勝利：7（ビル・ステアーンズ）